# Jesús Goytortúa Santos
Jesús Goytortúa Santos (7 de julio de 1910 - 23 de septiembre de 1979) fue un escritor mexicano conocido también por los seudónimos de Claudio Vardel y Fidel. Fue autor de la novela Pensativa (1945), ambientada en la Guerra Cristera y merecedora del Premio Lanz Duret de 1944. Algunas de sus obras fueron adaptadas al cine.

## Biografía
Jesús Goytortúa Santos nació el 7 de julio de 1910 en San Martín Chalchicuautla, San Luis Potosí. Sus primeros estudios los cursó en las ciudades de Tampico, Tamaulipas, y Monterrey, Nuevo León. A los trece años se mudó con su familia a la Ciudad de México, donde años después ingresó a la Universidad Autónoma de México (UNAM) para estudiar derecho, pero tuvo que abandonar la escuela al año siguiente porque su familia tenía problemas económicos.
Comenzó su carrera literaria en 1931, cuando presentó el cuento «Mi hermano Rosendo» a un concurso organizado por Revista de Revistas, que fue publicado tras resultar ganador. Trabajó en la Secretaría de Agricultura y Fomento y ahí fundó una publicación que se denominó Las Democracias. Además colaboró con cuentos y otros textos en diferentes medios impresos como Arte y Plata, Hoy, Letras Potosinas, Mañana, Revista de Revistas y Sucesos para Todos. Algunas veces utilizando los seudónimos de Claudio Vardel y Fidel.
Su primer libro fue El jardín de lo imposible (1938), una colección de cuentos y relatos cortos, pero sería con su primera novela, Pensativa (1945), con la que alcanzó el reconocimiento de los lectores. Considerada una de las representantes de la narrativa cristera, Pensativa resultó un éxito en México, se habían realizado veintisiete ediciones de la misma para 2005 y se estima que para esa fecha había vendido más de 130 000 ejemplares. La obra se tradujo al inglés, francés e italiano y fue llevada al cine por Raúl de Anda en 1970, con el título de Sucedió en Jalisco.

## Premios y reconocimientos
Entre otros reconocimientos Goytortúa Santos recibió el Premio Lanz Duret por Pensativa en 1944, un premio anual otorgado por el periódico El Universal a la mejor novela, y el Premio Ciudad de México por Lluvia roja en 1946, otorgado por el Gobierno del Distrito Federal.

## Obra
Entre sus obras se encuentran:

### Antología
- 12 cuentistas potosinos contemporáneos (1959)
- Antología de la narrativa mexicana del siglo XX (1989)
- Literatura potosina: cuatrocientos años (1992)
- Cuentos potosinos (2010)

### Cuento
- El jardín de lo imposible (1938)
- Un fantasma y otros cuentos (1977)

### Novela
- Pensativa (1945)
- Lluvia roja (1947)
- Cuando se desvanece el arco iris (1949)